# The Beatles in Mono
《The Beatles in Mono》는 2009년 9월 9일에 발매된 비틀즈의 음반이다. 애플 레코드에 의해 발매되었다.